# Горчухинское сельское поселение
Горчу́хинское се́льское поселе́ние — муниципальное образование в Макарьевском районе Костромской области России.
Административный центр — посёлок Горчуха.

## История
Горчухинское сельское поселение образовано 30 декабря 2004 года в соответствии с Законом Костромской области № 237-ЗКО, установлены статус и границы муниципального образования.
28 февраля 2011 года в соответствии с Законом Костромской области от 8 декабря 2010 года № 13-5-ЗКО в состав Горчухинского сельского поселения включены упразднённые Первомайское, Юровское и Дорогининское сельские поселения.
В 2010 году население, вместе с присоединенными сельскими поселениями составляло 3455 человек.

## Население
| 2008  | 2010  | 2012  | 2013  | 2014  | 2015  | 2016  |
| ----- | ----- | ----- | ----- | ----- | ----- | ----- |
| 3801  | ↘1179 | ↗3293 | ↘3181 | ↘3015 | ↘2928 | ↘2823 |
| 2017  | 2018  | 2019  | 2020  | 2021  | 2024  |       |
| ↘2723 | ↘2641 | ↘2560 | ↘2446 | ↘2154 | ↗2528 |       |

## Состав сельского поселения
| №  | Населённый пункт | Тип населённого пункта          | Население |
| -- | ---------------- | ------------------------------- | --------- |
| 1  | Большая Торзать  | деревня                         | ↗7        |
| 2  | Большие Рымы     | деревня                         | ↘68       |
| 3  | Горчуха          | посёлок, административный центр | ↘907      |
| 4  | Дорогиня         | посёлок                         | ↘259      |
| 5  | Любимовка        | посёлок                         | ↘261      |
| 6  | Малая Торзать    | деревня                         | →3        |
| 7  | Малые Рымы       | деревня                         | ↘8        |
| 8  | Первомайка       | посёлок                         | ↘680      |
| 9  | Побоишня         | посёлок                         | ↘9        |
| 10 | Юрово            | село                            | ↘369      |